# Carlo Pittara
Carlo Pittara (Torino, 6 giugno 1835 – Rivara, 25 ottobre 1891) è stato un pittore italiano, tra i fondatori della Scuola di Rivara.

## Biografia
Piemontese, Carlo Pittara si forma nell'ambito dell'Accademia Albertina di Torino seguendo gli insegnamenti di Giuseppe Camino (1818 - 1890). Nel 1856 si trasferisce a Ginevra, in Svizzera, dove si specializza sotto la guida di Charles Humbert (1813 – 1881), pittore noto per le raffigurazioni di animali. A Ginevra conosce Gustave Castan (1823 - 1892) e Durand.

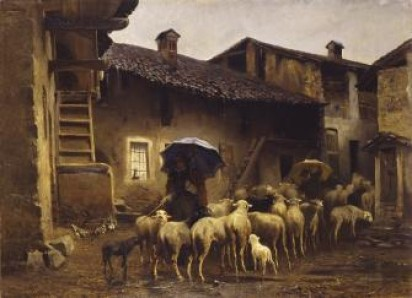
Ritorno all'ovile, 1866 circa

Tra il 1858 e il 1860 fa tappa a Parigi, dove gli stimoli dell'Esposizione universale del 1855 non si sono ancora spenti: viene a contatto con Corot (1796 - 1875) e Charles Jacque (1813 -1894) e subisce il fascino della Scuola di Barbizon, che già conosceva dall'esperienza ginevrina.
Dopo Parigi trascorre tre anni di soggiorno a Roma.
Paesaggista di gusto romantico e realista, Pittara a partire dal 1861 è tra gli animatori della Scuola di Rivara, un gruppo di artisti che si riuniscono per varie estati a Rivara, nel Canavese: Ernesto Bertea, Alberto Issel, Serafín Avendaño, Antenore Soldi, Ernesto Rayper, Casimiro Teja, Federigo Pastoris. Li anima il desiderio di trasporre nelle proprie tele l'immediatezza del "vero", dipingendo en plein air e rinnovando la pittura del paesaggio, seguendo un percorso simile a quello portato avanti dalla scuola grigia ligure.
Con l'opera Sistema infallibile di ristorare le finanze italiane nel 1870 Pittara vince la medaglia d'oro all'"esposizione d'Arti Belle" a Parma.
Negli ultimi dieci anni di vita trascorre lunghi periodi invernali a Parigi, dove a partire dal 1880 viene influenzato da un certo impressionismo che sarà d'ispirazione anche ai Macchiaioli e si considera il continuatore dell'opera di Giuseppe De Nittis.
Muore il 25 ottobre 1891 a Rivara.

## La critica
Il successo di Carlo Pittara va letto nel contesto dell'interesse critico che nei primi anni del secondo dopoguerra si risveglia nei confronti delle scuole pittoriche piemontesi ottocentesche: «nel 1947 la nota "Galleria Fogliato" di Torino propone 88 pezzi di alta qualità mentre, quasi contemporaneamente, la Gazzetta del Popolo porta l'attenzione su Antonio Fontanesi, Marco Calderini, Alberto Pasini, e Giovanni Battista Quadrone.»
Carlo Pittara è definito dal noto critico d'arte Marziano Bernardi «narratore pacato, di bel respiro», mentre Giorgio Dragone afferma che Pittara «svolse un ruolo di notevole rilievo nella vicenda del paesaggismo piemontese».
Seppure sia oggi riconosciuto il ruolo centrale di Pittara nella Scuola di Rivara, non va sottovalutata l'analisi del critico Telemaco Signorini, che lascia il Pittara in ombra enfatizzando piuttosto il ruolo di Ernesto Rayper, considerandolo un "quasi fondatore" della Scuola di Rivara.

## I temi pittorici
Alla visione campestre, tra paesaggi bucolici, fiumi e animali e uomini al lavoro, Pittara associa spesso una visione sociale o etica.
Famosi sono i suoi contadini in campagna con le mucche, i buoi e le pecore. Dipinti dal vero per staccarsi dall'illusorio Romanticismo.
Grande animalista , le sue pecore entusiasmarono e ne presero esempio pittori del calibro di Pelizza da Volpedo e Segantini per le loro successive opere.

## Opere
I suoi quadri sono conservati in varie Gallerie civiche e di Arte moderna e al Castello di Rivara.
Alla Galleria d'arte moderna di Torino fanno parte della collezione:
- Dintorni di Rivara, del 1861
- Le imposte anticipate (Buoi al carro), del 1865
- Ritorno all'ovile, del 1866
- Fiera di Saluzzo (sec. XVII), del 1880.

## Mostre
- Natura e verità, Gam di Torino, 2021[9]
- Carlo Pittara e la fiera di Saluzzo, Gam di Torino, 2019[10]
- Carlo Pittara e la Scuola di Rivara, museo Accorsi di Torino, 2016[11]
- Aria di Parigi nella pittura italiana del secondo Ottocento, Museo civico Giovanni Fattori di Livorno, 1999
- Da Bagetti a Reycend, Palazzina della Società Promotrice delle Belle Arti di Torino, 1986[12]